# Nekrolog Dezember 2001
Nekrolog
◄◄
| ◄
| 1997
| 1998
| 1999
| 2000
| 2001 | 2002 | 2003 | 2004 | 2005 | ► | ►►
Januar |
Februar |
März |
April |
Mai |
Juni |
Juli |
August |
September |
Oktober |
November |
Dezember 2001
Weitere Ereignisse | Allgemeiner Nekrolog 2001
Die Beschreibung der verstorbenen Person sollte so kurz wie möglich gehalten sein und nur deren signifikante Tätigkeit(en) enthalten.
Neue Namen ggf. auch unter dem Geburts- und Sterbedatum, also etwa unter 1. Januar und im Geburts- und Sterbejahr (2024) eintragen (nur bei entsprechender großer Wichtigkeit). Für Beispiele siehe die schon vorhandenen Artikel.
Außerdem über die fünf zuletzt Verstorbenen, zu denen es einen ausreichend guten Artikel für eine Präsentation auf der Hauptseite gibt, nach der todesbedingten Überarbeitung der Artikel ggf. auch unter Wikipedia Diskussion:Hauptseite informieren und sie am besten auch in den anderen Wikipedia-Sprachversionen eintragen. Tipp: Regelmäßig bei news.google.de nach „ist tot“, „gestorben“ oder „verstorben“ suchen.
Wenn eine Person gestorben ist, gibt es viele Seiten zu dieser Person in der Wikipedia, die davon auch betroffen sind und entsprechend aktualisiert werden müssen. Beispiele: Namenübersichtsseite, Geburtsjahr, Geburtsort-Seiten und viele mehr.
Wie finde ich die betroffenen Seiten?
Im Suchfeld auf der linken Seite gibt man den Suchbegriff so ein: „Vorname Nachname“. Dann klickt man auf Volltext und alle Seiten mit entsprechendem Suchtext werden aufgerufen. Hier sieht man dann schnell, wo auch das Todesjahr Sinn macht oder sogar ein Teil des Artikels angepasst werden muss. Auch hilft das „Werkzeug“ auf der linken Seite sehr gut, um solche Seiten aufzufinden: „Links auf diese Seite“. Somit ist die Wikipedia wieder aktuell in allen Bereichen! Hinweis: bei Eintragung der Kategorie „Gestorben JAHR“ wird der Missbrauchsfilter 49 ausgelöst, was jedoch nicht schlimm ist. Siehe: Spezial:Missbrauchsfilter/49
Dies ist eine Liste von im Dezember 2001 verstorbenen bekannten Persönlichkeiten. Die Einträge erfolgen innerhalb der einzelnen Daten alphabetisch sortiert. Tiere sind im Nekrolog für Tiere zu finden.

## Dezember
| Tag          | Name                                   | Beruf, bekannt als                                                                                              | Alter | Beleg |
| ------------ | -------------------------------------- | --- | ----- | ----- |
| 1. Dezember  | Erna Diez                              | österreichische Klassische Archäologin                                                                          | 88    |       |
| 1. Dezember  | Barry Donath                           | australischer Kugelstoßer                                                                                       | 68    |       |
| 1. Dezember  | Danilo Donati                          | italienischer Kostüm- und Szenenbildner                                                                         |       |       |
| 1. Dezember  | Franz Horner                           | österreichischer Politikwissenschaftler                                                                         | 65    |       |
| 1. Dezember  | Pawel Fjodorowitsch Sadyrin            | russischer Fußballspieler und -manager                                                                          | 59    |       |
| 2. Dezember  | Nicolai von Bentheim                   | deutscher Schauspieler                                                                                          | 41    |       |
| 2. Dezember  | Adolf Bex                              | deutscher Politiker (CDU), MdL                                                                                  | 93    |       |
| 2. Dezember  | John W. Collins                        | US-amerikanischer Schachmeister und -trainer                                                                    | 89    |       |
| 2. Dezember  | Bruce Halford                          | britischer Rennfahrer                                                                                           | 70    |       |
| 2. Dezember  | Martha Kneale                          | britische Philosophin und Logikhistorikerin                                                                     |       |       |
| 2. Dezember  | Lawrence Joseph Riley                  | US-amerikanischer Geistlicher, Weihbischof in Boston                                                            | 87    |       |
| 2. Dezember  | Rafael N. Rosenzweig                   | israelischer Agrarökonom                                                                                        | 79    |       |
| 2. Dezember  | Naomi Schor                            | US-amerikanische Literaturkritikerin und Feminismustheoretikerin                                                | 58    |       |
| 2. Dezember  | Simon Snopkowski                       | deutscher Arzt                                                                                                  | 76    |       |
| 3. Dezember  | Juan José Arreola                      | mexikanischer Schriftsteller                                                                                    | 83    |       |
| 3. Dezember  | Dee Barton                             | US-amerikanischer Jazzmusiker und Filmkomponist                                                                 | 64    |       |
| 3. Dezember  | Heinz Fuchs                            | deutscher Kunsthistoriker und Museumsleiter                                                                     | 84    |       |
| 3. Dezember  | Grady Martin                           | US-amerikanischer Country- und Rockabilly-Gitarrist                                                             | 72    |       |
| 3. Dezember  | Gerhart M. Riegner                     | deutscher Religionsphilosoph                                                                                    | 90    |       |
| 3. Dezember  | Wolfgang Sand                          | deutscher Brigadegeneral des Heeres der Bundeswehr                                                              | 65    |       |
| 3. Dezember  | Horst Winter                           | deutsch-österreichischer Musiker                                                                                | 87    |       |
| 4. Dezember  | Peter Freiheit                         | deutscher Komponist und Pianist                                                                                 | 61    |       |
| 4. Dezember  | Walter Gress                           | deutscher Pfarrer und Politiker (SPD)                                                                           | 75    |       |
| 4. Dezember  | Kenneth McNeill                        | jamaikanischer Mediziner und Politiker (PNP)                                                                    | 83    |       |
| 4. Dezember  | Hermann Mosler                         | deutscher Völkerrechtler                                                                                        | 88    |       |
| 4. Dezember  | Hans Schicker                          | deutscher Geigenbauer                                                                                           | 77    |       |
| 5. Dezember  | Anton Benya                            | österreichischer Gewerkschafter und Politiker (SPÖ)                                                             | 89    |       |
| 5. Dezember  | George Patrick Goold                   | britischer Klassischer Philologe mit dem Schwerpunkt Latinistik                                                 | 79    |       |
| 5. Dezember  | German Josef Krieglsteiner             | deutscher Mykologe                                                                                              | 64    |       |
| 5. Dezember  | Franco Rasetti                         | italienischer Physiker                                                                                          | 100   |       |
| 5. Dezember  | Bill Roberts                           | britischer Sprinter                                                                                             | 89    |       |
| 6. Dezember  | Jakob Altaras                          | jugoslawischer Radiologe                                                                                        | 83    |       |
| 6. Dezember  | Christian Bellest                      | französischer Jazzmusiker (Trompete, Arrangement)                                                               | 79    |       |
| 6. Dezember  | Peter Blake                            | neuseeländischer Sportsegler und Umweltschützer                                                                 | 53    |       |
| 6. Dezember  | Alois Brügger                          | Schweizer Arzt                                                                                                  | 81    |       |
| 6. Dezember  | Günter Haase                           | deutscher Kameramann                                                                                            | 80    |       |
| 6. Dezember  | Carla Hansen                           | dänische Schriftstellerin                                                                                       | 95    |       |
| 6. Dezember  | Lia Leismüller                         | deutsche Skirennläuferin[http://web.archive.org/web/www.sports-reference.com/olympics/athletes/le/lia-leismu... | 70    |       |
| 6. Dezember  | Walt Mulconery                         | US-amerikanischer Filmeditor                                                                                    | 69    |       |
| 7. Dezember  | Marie-Thérèse Chailley                 | französische Bratschistin und Musikpädagogin                                                                    | 80    |       |
| 7. Dezember  | Isaak Markowitsch Dykman               | russischer Festkörperphysiker und Hochschullehrer                                                               | 90    |       |
| 7. Dezember  | Peter Elias                            | US-amerikanischer Informationswissenschaftler                                                                   | 78    |       |
| 7. Dezember  | Elsa Grube-Deister                     | deutsche Schauspielerin                                                                                         | 75    |       |
| 7. Dezember  | Faith Hubley                           | US-amerikanische Regisseurin und Drehbuchautorin von Trickfilmen                                                | 77    |       |
| 7. Dezember  | Gladstone Chaves de Melo               | brasilianischer Romanist, Lusitanist, Brasilianist und Linguist                                                 | 84    |       |
| 7. Dezember  | Subrata Mitra                          | indischer Kameramann                                                                                            | 71    |       |
| 7. Dezember  | Pauline Moore                          | US-amerikanische Schauspielerin                                                                                 | 87    |       |
| 7. Dezember  | Ernst Niggli                           | Schweizer Mineraloge und Petrologe                                                                              | 84    |       |
| 8. Dezember  | Katherine Allfrey                      | deutsch-britische Kinder- und Jugendbuch-Autorin                                                                | 91    |       |
| 8. Dezember  | Willi Burth                            | deutscher Kinobesitzer und Filmpionier                                                                          | 97    |       |
| 8. Dezember  | Mirza Delibašić                        | jugoslawischer Basketballspieler                                                                                | 47    |       |
| 8. Dezember  | Maurice Gross                          | französischer Linguist und Romanist                                                                             | 67    |       |
| 8. Dezember  | Betty Holberton                        | US-amerikanische Informatikerin                                                                                 | 84    |       |
| 8. Dezember  | Josy Kraus                             | luxemburgischer Radsportler                                                                                     | 92    |       |
| 8. Dezember  | Jakob Scheuring                        | deutscher Leichtathlet                                                                                          | 89    |       |
| 9. Dezember  | Michael Carver, Baron Carver           | britischer General und Chef des Verteidigungsstabes                                                             | 86    |       |
| 9. Dezember  | Reinhold Daum                          | Oberstleutnant im Ministerium für Staatssicherheit der DDR                                                      | 72    |       |
| 9. Dezember  | Willi Erzgräber                        | deutscher Anglist und Hochschullehrer                                                                           | 75    |       |
| 9. Dezember  | Armando Grottini                       | italienischer Filmregisseur und Filmproduktionsleiter                                                           | 92    |       |
| 9. Dezember  | Antonio Mauro                          | italienischer Geistlicher, Kurienerzbischof der katholischen Kirche                                             | 87    |       |
| 9. Dezember  | Joseph Mees                            | belgischer katholischer Geistlicher, Bischof und vatikanischer Diplomat                                         | 78    |       |
| 9. Dezember  | Max Martin Stein                       | deutscher Pianist und Musikpädagoge                                                                             | 90    |       |
| 9. Dezember  | Otto Untersalmberger                   | österreichischer Tontechniker                                                                                   | 95    |       |
| 9. Dezember  | Lisa Welander                          | schwedische Neurologin                                                                                          | 92    |       |
| 10. Dezember | André Fernand Anguilé                  | römisch-katholischer Erzbischof von Libreville                                                                  | 79    |       |
| 10. Dezember | Enrique Araneda                        | chilenischer Fußballspieler                                                                                     | 94    |       |
| 10. Dezember | Michail Iwanowitsch Budyko             | russischer Meteorologe und Geowissenschaftler                                                                   | 81    |       |
| 10. Dezember | Marta Emmenegger                       | Schweizer Journalistin und Sexberaterin                                                                         | 78    |       |
| 10. Dezember | Knut Fægri                             | norwegischer Botaniker                                                                                          | 92    |       |
| 10. Dezember | Gefion Helmke                          | deutsche Schauspielerin und Synchronsprecherin                                                                  | 92    |       |
| 10. Dezember | Ashok Kumar                            | indischer Filmschauspieler, Filmregisseur und Filmproduzent                                                     | 90    |       |
| 10. Dezember | Heinz Rögner                           | deutscher Dirigent                                                                                              | 72    |       |
| 10. Dezember | Fritz Stolz                            | Schweizer Theologe, Professor für allgemeine Religionsgeschichte und Religionswissenschaft                      | 59    |       |
| 11. Dezember | Hermann Bringmann                      | deutscher Sportlehrer und Sportfunktionär                                                                       | 65    |       |
| 11. Dezember | Mainza Chona                           | sambischer Vizepräsident seines Landes und zweimaliger Premierminister                                          | 71    |       |
| 11. Dezember | Annetje Fels-Kupferschmidt             | deutsch-niederländische Holocaustüberlebende, Mitgründerin des Nederlands Auschwitz Comité                      | 87    |       |
| 11. Dezember | Herbert Lichtenfeld                    | deutscher Fernsehautor                                                                                          | 74    |       |
| 11. Dezember | Werner Ludwig                          | deutscher Militärarzt und Präsident des DRK der DDR                                                             | 86    |       |
| 11. Dezember | Herbert Müller                         | deutscher Lokalpolitiker (SPD), Bürgermeister von Schweinfurt                                                   | 72    |       |
| 11. Dezember | Fritz Peyer                            | deutscher Fotograf                                                                                              | 82    |       |
| 11. Dezember | Heinz Rudolph                          | deutscher Politiker (DP, CDU, NPD), MdL                                                                         | 79    |       |
| 11. Dezember | Ulysses S. Grant Sharp                 | US-amerikanischer Admiral                                                                                       | 95    |       |
| 11. Dezember | Gerwald Sonnberger                     | österreichischer Ausstellungskurator                                                                            |       |       |
| 11. Dezember | John Wilkinson Taylor                  | US-amerikanischer Lehrer, Generaldirektor der UNESCO                                                            | 95    |       |
| 11. Dezember | Tatsuo Watanabe                        | japanischer Skispringer                                                                                         | 73    |       |
| 12. Dezember | Friedel Apelt                          | deutsche Politikerin (KPD, SED), MdV, Gewerkschafterin, Widerstandskämpferin und KZ-Häftling                    | 99    |       |
| 12. Dezember | Josef Bican                            | österreichischer und tschechoslowakischer Fußballspieler                                                        | 88    |       |
| 12. Dezember | Ardito Desio                           | italienischer Entdecker, Bergsteiger, Geologe und Kartograf                                                     | 104   |       |
| 12. Dezember | Rosa Gföller                           | österreichische Politikerin (ÖVP), Mitglied des Bundesrates                                                     | 80    |       |
| 12. Dezember | Armando Hunziker                       | argentinischer Botaniker                                                                                        | 82    |       |
| 12. Dezember | Reinhold Kontzi                        | deutscher Romanist, Hispanist, Italianist, Arabist und Maltesist                                                | 76    |       |
| 12. Dezember | Giuseppe Prisco                        | italienischer Anwalt und Fußballfunktionär                                                                      | 80    |       |
| 12. Dezember | Friedrich Rebers                       | deutscher Sparkassendirektor und Bremer Politiker (SPD, AfB), MdBB                                              | 72    |       |
| 12. Dezember | Jean Richard                           | französischer Schauspieler, Regisseur und Zirkusdirektor                                                        | 80    |       |
| 12. Dezember | Roger Scotti                           | französischer Fußballspieler                                                                                    | 76    |       |
| 12. Dezember | Peter Steinmetz                        | deutscher Altphilologe und Hochschullehrer                                                                      | 76    |       |
| 12. Dezember | Georg Thies                            | deutscher Schauspieler                                                                                          | 73    |       |
| 13. Dezember | Elsbeth Plehn                          | deutsche Sängerin und Gesangspädagogin                                                                          | 79    |       |
| 13. Dezember | Sigmund Rehm                           | deutscher Pflanzenbauwissenschaftler                                                                            | 90    |       |
| 13. Dezember | Chuck Schuldiner                       | US-amerikanischer Gitarrist und Sänger der Death-Metal-Band Death                                               | 34    |       |
| 13. Dezember | Herbie Spanier                         | kanadischer Jazzmusiker (Flügelhorn)                                                                            | 72    |       |
| 13. Dezember | Helmut Vester                          | deutscher Apotheker, Pharmaziehistoriker                                                                        | 88    |       |
| 14. Dezember | Elisabeth Augustin                     | deutsch-niederländische Schriftstellerin                                                                        | 98    |       |
| 14. Dezember | René Besson                            | Schweizer Schauspieler                                                                                          | 68    |       |
| 14. Dezember | André Blanc-Lapierre                   | französischer Mathematiker und Physiker                                                                         | 86    |       |
| 14. Dezember | Charles Bosson                         | französischer Politiker, Mitglied der Nationalversammlung                                                       | 93    |       |
| 14. Dezember | Conte Candoli                          | US-amerikanischer Jazz-Trompeter                                                                                | 74    |       |
| 14. Dezember | Dietrich Herzog                        | deutscher Politikwissenschaftler                                                                                | 70    |       |
| 14. Dezember | Sergei Arturowitsch Kalinowski         | russischer Journalist                                                                                           | 26    |       |
| 14. Dezember | Beatrice Macola                        | italienische Schauspielerin                                                                                     | 36    |       |
| 14. Dezember | Paul Riebel                            | deutscher Betriebswirt                                                                                          | 82    |       |
| 14. Dezember | Eoin Ryan senior                       | irischer Politiker (Fianna Fáil)                                                                                | 81    |       |
| 14. Dezember | W. G. Sebald                           | deutscher Schriftsteller und Hochschullehrer der Germanistik                                                    | 57    |       |
| 14. Dezember | Joachim Sterly                         | deutscher Ethnologe                                                                                             | 75    |       |
| 15. Dezember | Wilkie Cooper                          | britischer Kameramann                                                                                           | 90    |       |
| 15. Dezember | Monika Elwenspoek                      | deutsche Übersetzerin                                                                                           | 60    |       |
| 15. Dezember | Bianca Halstead                        | US-amerikanische Punk-Musikerin                                                                                 | 36    |       |
| 15. Dezember | José O’Callaghan Martínez              | spanischer Jesuit und Papyrologe                                                                                | 79    |       |
| 15. Dezember | Rufus Thomas                           | US-amerikanischer Blues- und Soul-Sänger, Entertainer und Talentscout                                           | 84    |       |
| 16. Dezember | Stuart Adamson                         | schottischer Musiker                                                                                            | 43    |       |
| 16. Dezember | Roy Brocksmith                         | US-amerikanischer Schauspieler                                                                                  | 56    |       |
| 16. Dezember | Stefan Heym                            | deutscher Schriftsteller                                                                                        | 88    |       |
| 16. Dezember | Christian Loidl                        | österreichischer Schriftsteller und Performer                                                                   | 44    |       |
| 16. Dezember | Hans Wolfgang Pässler                  | deutscher Mediziner und Hochschullehrer                                                                         | 98    |       |
| 16. Dezember | Wera Petrowa                           | sowjetische Schauspielerin und Synchronsprecherin[https://www.kino-teatr.ru/kino/acter/m/sov/15265/bio/ Biog... | 74    |       |
| 16. Dezember | Villy Sørensen                         | dänischer Prosaschriftsteller, Philosoph, Übersetzer, Publizist und Literaturkritiker                           | 72    |       |
| 16. Dezember | Gerhard Stengel                        | deutscher Maler, Grafiker und Zeichner                                                                          | 86    |       |
| 16. Dezember | Lincoln Tate                           | US-amerikanischer Schauspieler                                                                                  | 67    |       |
| 17. Dezember | Doğan Seyfi Atlı                       | türkischer Fußballspieler                                                                                       | 21    |       |
| 17. Dezember | Peter Karlson                          | deutscher Chemiker                                                                                              | 83    |       |
| 17. Dezember | Jeanne Mandello                        | deutsche Fotografin                                                                                             | 94    |       |
| 17. Dezember | Reinhard Michalke                      | deutscher Schauspieler                                                                                          | 67    |       |
| 17. Dezember | Martha Mödl                            | deutsche Opernsängerin und Kammersängerin                                                                       | 89    |       |
| 17. Dezember | Dick Oxtot                             | US-amerikanischer Jazzmusiker                                                                                   |       |       |
| 17. Dezember | Frédéric de Pasquale                   | französischer Schauspieler                                                                                      | 70    |       |
| 17. Dezember | Franz Regensburger                     | österreichischer Lehrer und Politiker (ÖVP), Abgeordneter zum Nationalrat, Mitglied des Bundesrates             | 79    |       |
| 17. Dezember | Alfred Wellm                           | deutscher Schriftsteller                                                                                        | 74    |       |
| 17. Dezember | Alexander Moissejewitsch Wolodin       | russischer Schriftsteller, Dramatiker und Drehbuchautor                                                         | 82    |       |
| 18. Dezember | Gilbert Bécaud                         | französischer Chansonnier                                                                                       | 74    |       |
| 18. Dezember | Friedel Bohny-Reiter                   | österreichisch-schweizerische Krankenschwester                                                                  | 89    |       |
| 18. Dezember | Horst Dieter                           | deutscher Althistoriker                                                                                         | 71    |       |
| 18. Dezember | Mary Hardwick                          | britische Tennisspielerin                                                                                       | 88    |       |
| 18. Dezember | Kira Walentinowna Iwanowa              | russische Eiskunstläufer                                                                                        | 38    |       |
| 18. Dezember | Paul Kleinewefers                      | deutscher Unternehmer, Mäzen und Schriftsteller                                                                 | 96    |       |
| 18. Dezember | Marcel Mule                            | französischer klassischer Saxophonist                                                                           | 100   |       |
| 18. Dezember | Wale Ogunyemi                          | bedeutende Persönlichkeit in der nigerianischen Theaterszene                                                    | 62    |       |
| 18. Dezember | Josef Rick                             | deutscher Politiker (CDU), MdL                                                                                  | 89    |       |
| 18. Dezember | Walter Schwarzl                        | österreichischer Künstler und Kunsterzieher                                                                     | 90    |       |
| 19. Dezember | Erich Bock                             | deutscher SS-Hauptsturmführer                                                                                   | 90    |       |
| 19. Dezember | Hans Eberstark                         | österreichischer Linguist und Kopfrechner                                                                       | 72    |       |
| 19. Dezember | Sebastian Fredrich                     | deutscher Langstreckenläufer                                                                                    | 21    |       |
| 19. Dezember | Vincas Jomantas                        | litauisch-australischer Bildhauer                                                                               | 79    |       |
| 19. Dezember | Christine Kittrell                     | US-amerikanische R&B-Sängerin                                                                                   | 72    |       |
| 19. Dezember | Julia Sánchez                          | peruanische Sprinterin                                                                                          | 71    |       |
| 19. Dezember | Otto Sickert                           | deutscher Ingenieur und Lehrer                                                                                  | 92    |       |
| 20. Dezember | Jozef Floribert Cornelis               | belgischer katholischer Bischof                                                                                 | 91    |       |
| 20. Dezember | Hans-Joachim Haase                     | deutscher Augenoptiker und Erfinder                                                                             | 86    |       |
| 20. Dezember | Theodorus Gerardus Antonius Hendriksen | niederländischer katholischer Bischof                                                                           | 94    |       |
| 20. Dezember | Georges Jaccottet                      | Schweizer Politiker (LPS)                                                                                       | 92    |       |
| 20. Dezember | Peter Lichtenberger                    | deutscher Notar                                                                                                 | 72    |       |
| 20. Dezember | Léopold Sédar Senghor                  | senegalesischer Dichter und Politiker, Mitglied der Nationalversammlung (Frankreich)                            | 95    |       |
| 20. Dezember | Mira Szászy                            | neuseeländische Māori-Führerin und Sozialwissenschaftlerin                                                      | 80    |       |
| 20. Dezember | Hartwig Zürn                           | deutscher Prähistoriker und Landeskonservator in Nordwürttemberg                                                | 85    |       |
| 21. Dezember | Cees Egas                              | niederländischer Politiker (PvdA)                                                                               | 88    |       |
| 21. Dezember | Georg Hetzelein                        | deutscher Maler, Lehrer und Heimatkundler                                                                       | 98    |       |
| 21. Dezember | Franz Heubl                            | deutscher Jurist und Politiker (CSU)                                                                            | 77    |       |
| 21. Dezember | Thomas Sebeok                          | US-amerikanischer Semiotiker, Professor für Semiotik                                                            | 81    |       |
| 21. Dezember | Leonid Wassiljewitsch Smirnow          | sowjetischer Politiker (KPdSU)                                                                                  | 85    |       |
| 21. Dezember | Namık Kemal Yolga                      | türkischer Diplomat und Staatsmann                                                                              | 87    |       |
| 22. Dezember | Alice Ceresa                           | schweizerisch-italienische Autorin                                                                              | 78    |       |
| 22. Dezember | Grzegorz Ciechowski                    | polnischer Rockmusiker                                                                                          | 44    |       |
| 22. Dezember | Pierre Cossemyns                       | belgischer Boxer                                                                                                | 71    |       |
| 22. Dezember | Angèle Durand                          | belgische Sängerin und Schauspielerin                                                                           | 76    |       |
| 22. Dezember | Lance Fuller                           | US-amerikanischer Schauspieler                                                                                  | 73    |       |
| 22. Dezember | Katō Shizue                            | japanische Feministin                                                                                           | 104   |       |
| 22. Dezember | Jan Kott                               | polnischer Kritiker und Autor                                                                                   | 87    |       |
| 22. Dezember | Lance Loud                             | US-amerikanischer Musiker, Schauspieler und Journalist                                                          | 50    |       |
| 22. Dezember | Frank Majewski                         | deutscher Kinderarzt und Professor für Humangenetik an der Heinrich-Heine Universität Düsseldorf                | 60    |       |
| 22. Dezember | Jacques Mayol                          | französischer Apnoe-Taucher                                                                                     | 74    |       |
| 22. Dezember | Mary Nohl                              | US-amerikanische bildende Künstlerin und Malerin                                                                | 87    |       |
| 22. Dezember | Alberta Rommel                         | deutsche Musikpädagogin und Schriftstellerin                                                                    | 89    |       |
| 22. Dezember | Alexander Sye Cheong-duk               | südkoreanischer katholischer Bischof                                                                            | 64    |       |
| 22. Dezember | Gene Taylor                            | US-amerikanischer Jazz-Bassist                                                                                  | 72    |       |
| 22. Dezember | Rolf Vellay                            | deutscher Kommunist                                                                                             |       |       |
| 22. Dezember | Derry Wilkie                           | englischer Musiker                                                                                              | 60    |       |
| 23. Dezember | Jean-Jacques Archambault               | kanadischer Elektrotechniker                                                                                    |       |       |
| 23. Dezember | Jacques Cauvin                         | französischer Archäologe                                                                                        |       |       |
| 23. Dezember | Mark Clinton                           | irischer Politiker (Fine Gael), MdEP                                                                            | 86    |       |
| 23. Dezember | Herbert Döhring                        | deutscher Hausverwalter Hitlers am Berghof (1935–1943)                                                          | 88    |       |
| 23. Dezember | Gottfried Kretzschmar                  | deutscher evangelischer Praktischer Theologe                                                                    | 71    |       |
| 23. Dezember | Manfred Neuner                         | deutscher Fußballschiedsrichter                                                                                 | 56    |       |
| 23. Dezember | Jörg Rehberg                           | Schweizer Rechtswissenschaftler                                                                                 | 70    |       |
| 23. Dezember | Sabin-Marie Saint-Gaudens              | französischer katholischer Bischof                                                                              | 80    |       |
| 23. Dezember | Donald Spencer                         | US-amerikanischer Mathematiker                                                                                  | 89    |       |
| 23. Dezember | Fritz Wolf                             | deutscher Grafiker und Karikaturist                                                                             | 83    |       |
| 23. Dezember | Jelle Zijlstra                         | niederländischer Wirtschaftswissenschaftler und Politiker (ARP, Ministerpräsident 1966–1967)                    | 83    |       |
| 24. Dezember | René Alpsteg                           | französischer Fußballspieler                                                                                    | 81    |       |
| 24. Dezember | Annie Altschul                         | österreichische Pflegewissenschaftlerin und Hochschullehrerin                                                   | 82    |       |
| 24. Dezember | Max Bignens                            | Schweizer Bühnenbildner und Kostümbildner                                                                       | 89    |       |
| 24. Dezember | Armin Gehlert                          | deutscher Volkswirt                                                                                             | 67    |       |
| 24. Dezember | Robert Leckie                          | US-amerikanischer Soldat, Journalist und Autor vorwiegend militärhistorischer Werke                             | 81    |       |
| 24. Dezember | Harvey Martin                          | US-amerikanischer American-Football-Spieler                                                                     | 51    |       |
| 24. Dezember | Friedrich Rau                          | deutscher Jurist und Politiker (SPD), MdB                                                                       | 85    |       |
| 24. Dezember | Hilmar Schumann                        | deutscher Geologe, Mineraloge und Petrologe                                                                     | 99    |       |
| 25. Dezember | Werner Achmann                         | deutscher Szenenbildner und Filmausstatter                                                                      | 72    |       |
| 25. Dezember | Otto Eiselsberg                        | österreichischer Diplomat                                                                                       | 84    |       |
| 25. Dezember | Gertrud Haldimann                      | Schweizer Aktivistin gegen das Frauenstimmrecht                                                                 | 94    |       |
| 25. Dezember | Hans-Jörg von Jena                     | deutscher Theaterkritiker                                                                                       | 70    |       |
| 25. Dezember | Jan Laeven                             | niederländischer Kunstmaler                                                                                     | 76    |       |
| 25. Dezember | Friedel Meyer                          | deutscher Fußballspieler                                                                                        | 82    |       |
| 25. Dezember | Alfred A. Tomatis                      | französischer HNO-Arzt und Entwickler der Audio-Psycho-Phonologie (APP)                                         | 81    |       |
| 26. Dezember | Nico Bunink                            | niederländischer Jazzpianist                                                                                    | 65    |       |
| 26. Dezember | Edward Downes                          | US-amerikanischer Musikwissenschaftler, Musikkritiker und Musikpädagoge                                         | 90    |       |
| 26. Dezember | Robert Garcet                          | belgischer christlicher Mystiker, Schriftsteller, Pazifist und autodidaktischer Künstler                        | 89    |       |
| 26. Dezember | Nigel Hawthorne                        | britischer Schauspieler und Synchronsprecher                                                                    | 72    |       |
| 26. Dezember | Klaus Hellmann                         | deutscher Internist und ärztlicher Standespolitiker                                                             | 82    |       |
| 26. Dezember | Edward G. Jordan                       | US-amerikanischer Manager                                                                                       |       |       |
| 26. Dezember | Paul Landres                           | US-amerikanischer Filmregisseur und Filmeditor                                                                  | 89    |       |
| 26. Dezember | Alfred Noyer-Weidner                   | deutscher Romanist, Italianist und Literaturwissenschaftler                                                     | 80    |       |
| 26. Dezember | Elo Pannacciò                          | italienischer Filmregisseur, Drehbuchautor und Filmproduzent                                                    | 78    |       |
| 26. Dezember | George Rochester                       | britischer Physiker                                                                                             | 93    |       |
| 27. Dezember | Momčilo Čemović                        | jugoslawischer Politiker (BdKJ)                                                                                 | 63    |       |
| 27. Dezember | Peter Everard Coleman                  | britischer Geistlicher, Bischof von Suffragan Crediton in Exeter (1984–1996)                                    | 73    |       |
| 27. Dezember | Robert Fowler                          | südafrikanischer Radrennfahrer                                                                                  | 70    |       |
| 27. Dezember | Ian Hamilton                           | britischer Autor und Literaturkritiker                                                                          | 63    |       |
| 27. Dezember | Boris Alexandrowitsch Rybakow          | sowjetischer Historiker und Archäologe                                                                          | 93    |       |
| 27. Dezember | Peter Wilhelm Stahl                    | deutscher Pilot und Luftfahrtautor                                                                              | 88    |       |
| 28. Dezember | Rudolf Fochler                         | österreichischer Redakteur, Moderator, Pädagoge, Musiker und Volkskundler                                       | 87    |       |
| 28. Dezember | Margarethe von Glehn                   | deutschbaltische Scherenschnitt-Künstlerin                                                                      | 92    |       |
| 28. Dezember | Kim Ku-yong                            | südkoreanischer Lyriker                                                                                         | 79    |       |
| 28. Dezember | Werner Marquardt                       | deutscher Politiker (SPD), MdB                                                                                  | 79    |       |
| 28. Dezember | James Kwadwo Owusu                     | ghanaischer katholischer Bischof                                                                                | 74    |       |
| 28. Dezember | Arne Rettedal                          | norwegischer Politiker (Høyre) und Unternehmer                                                                  | 75    |       |
| 29. Dezember | Takashi Asahina                        | japanischer Dirigent                                                                                            | 93    |       |
| 29. Dezember | Cássia Eller                           | brasilianische Folkrock-Musikerin                                                                               | 39    |       |
| 29. Dezember | Florian Fricke                         | deutscher Elektronikmusik-Pionier der ersten Stunde und Gründer der Band Popol Vuh                              | 57    |       |
| 29. Dezember | Anatoli Lwowitsch Kubazki              | sowjetischer Schauspieler                                                                                       | 93    |       |
| 29. Dezember | Clinton D. McKinnon                    | US-amerikanischer Politiker                                                                                     | 95    |       |
| 29. Dezember | Klaus Nowodworski                      | deutscher Rock- und Soulsänger                                                                                  | 61    |       |
| 30. Dezember | Peter Albert                           | deutscher Schlagersänger                                                                                        | 55    |       |
| 30. Dezember | Vladislav Čáp                          | tschechoslowakischer Eiskunstläufer, Schiedsrichter, Elektrotechniker und Lichtkünstler                         | 75    |       |
| 30. Dezember | Ebba Hedqvist                          | schwedische Künstlerin und Bildhauerin                                                                          | 92    |       |
| 30. Dezember | Hans Hermsdorf                         | deutscher Politiker (SPD), MdB                                                                                  | 87    |       |
| 30. Dezember | Holger Jackisch                        | deutscher Schriftsteller                                                                                        | 42    |       |
| 30. Dezember | Chaim Kreiswirth                       | polnisch-belgischer orthodoxer Rabbiner, Großrabbiner von Antwerpen                                             |       |       |
| 30. Dezember | Ernst Leisi                            | Schweizer Anglist und Hochschullehrer                                                                           | 83    |       |
| 30. Dezember | Otto Schweisfurth                      | deutscher Fußballspieler                                                                                        | 85    |       |
| 30. Dezember | Sheila Sherlock                        | britische Hepatologin                                                                                           | 83    |       |
| 30. Dezember | Ralph Sutton                           | US-amerikanischer Dixieland Jazz-Pianist                                                                        | 79    |       |
| 31. Dezember | Hans Burggraf                          | deutscher Politiker (CDU), MdL                                                                                  | 74    |       |
| 31. Dezember | Matthias Fuchs                         | deutscher Schauspieler                                                                                          | 62    |       |
| 31. Dezember | John Grigg, 2. Baron Altrincham        | britischer Autor                                                                                                | 77    |       |
| 31. Dezember | Eileen Heckart                         | US-amerikanische Schauspielerin                                                                                 | 82    |       |
| 31. Dezember | Hans Lackner                           | österreichischer Politiker (SPÖ)                                                                                | 73    |       |
| 31. Dezember | Kurt Nowak                             | deutscher evangelischer Theologe und Kirchenhistoriker                                                          | 59    |       |
| 30. Dezember | Walter Schmiedl                        | österreichischer Architekt und Filmarchitekt                                                                    | 79    |       |
| 31. Dezember | David Swift                            | US-amerikanischer Filmregisseur und Drehbuchautor                                                               | 82    |       |
| Dezember     | Karsten Brodersen                      | deutsch-chilenischer Diskuswerfer, Zehnkämpfer und Kugelstoßer                                                  | 94    |       |
| Dezember     | Louis Lemasson                         | französischer Fußballspieler und -trainer                                                                       | 72    |       |
| Dezember     | Josef Věntus                           | tschechoslowakischer Ruderer                                                                                    | 70    |       |